# Evento de perturbação de marés

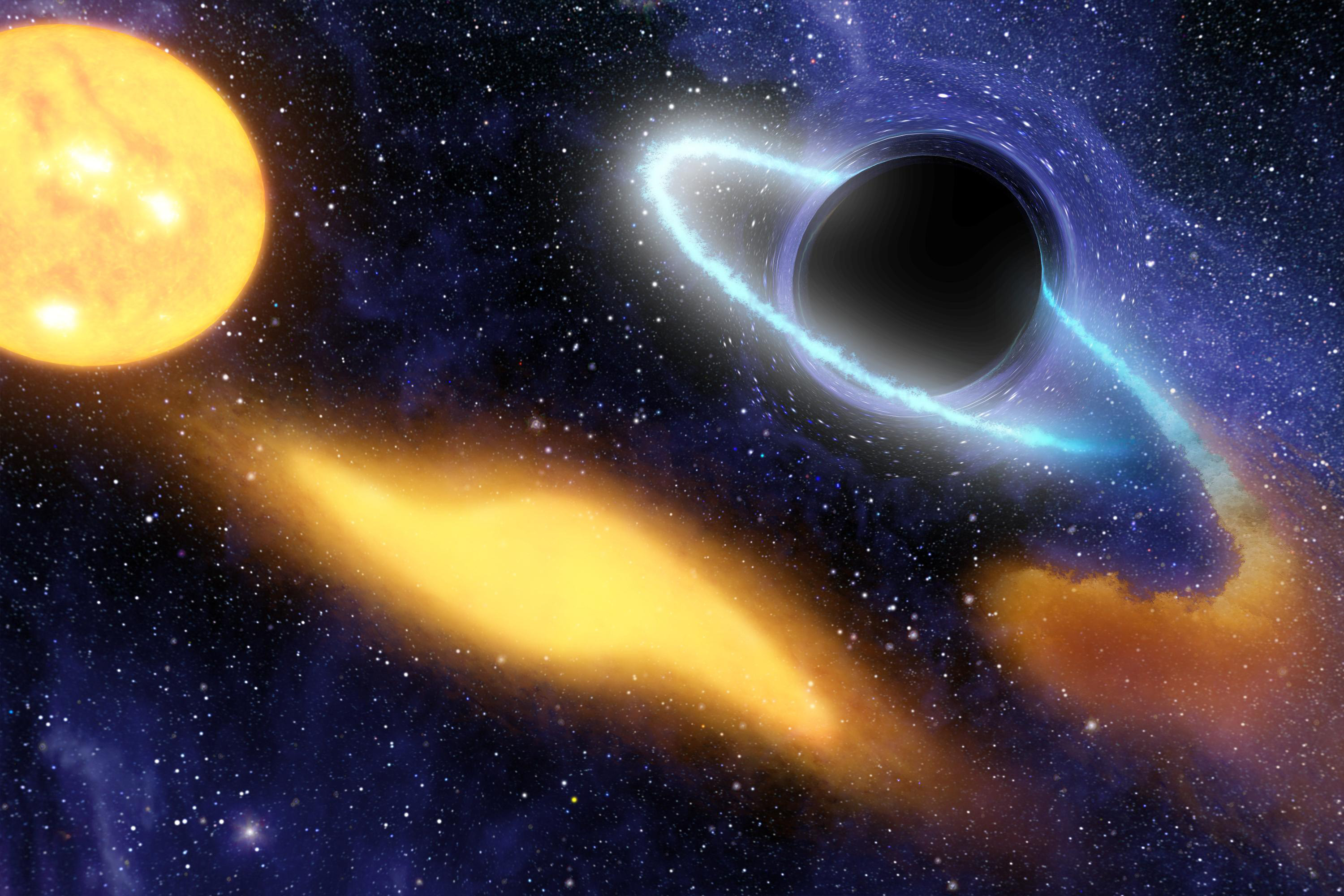
Imagem ilustrativa de uma estrela a ser devorada por um buraco negro.

Um evento de perturbação de marés (também conhecido como sinal de perturbação de marés) é um fenômeno astronômico que ocorre quando uma estrela se aproxima suficientemente perto de um buraco negro supermassivo que é separado pela força das marés do buraco negro, sofrendo espaguetificação. Uma parte da massa da estrela pode ser capturada em um disco de acreção ao redor do buraco negro, resultando em uma labareda temporária de radiação eletromagnética à medida que a matéria no disco é consumida pelo buraco negro.

## Novas observações
Em setembro de 2016, uma equipe da Universidade de Ciência e Tecnologia da China, em Hefei, China, anunciou que, usando dados do Wide-field Infrared Survey Explorer da NASA, um evento estelar de perturbação das marés foi observado em um conhecido buraco negro.
A missão TESS registrou em 29 de janeiro de 2019, o evento ASASSN-19bt. O buraco negro supermassivo que gerou o ASASSN-19bt pesa cerca de 6 milhões de vezes a massa do Sol. Ele fica no centro de uma galáxia chamada 2MASX J07001137-6602251, localizada a cerca de 375 milhões de anos-luz de distância na constelação de Volans. A estrela destruída pode ter um tamanho semelhante ao nosso Sol.